# Aleksei Muldarov
Aleksei Alekseievich' Muldarov (in georgiano ალექსეი ალექსეიევიჭ მულდაროვ?; in kazako Алексей Алексеевич Мулдаров?, Alekseý Alekseyevïç Mwldarov; in russo Алексей Алексеевич Мулдаров?, Aleksej Alekseevič Muldarov; Tskhinvali, 24 aprile 1984) è un ex calciatore georgiano naturalizzato kazako, di ruolo difensore.

## Palmarès

### Competizioni nazionali
- Pervenstvo Futbol'noj Nacional'noj Ligi: 1

Mordovija: 2011-2012
- Campionato kazako: 1

Aqtöbe: 2013
- Supercoppa del Kazakistan: 1

Aqtöbe: 2014